# 2. Klavierkonzert (Bartók)
Béla Bartóks Klavierkonzert Nr. 2 in G-Dur, Sz. 95, BB 101 (1930–1931), gilt als eins der schwierigsten Werke der Klavierliteratur. Obwohl Bartók die Komposition des zweiten Konzertes im Oktober 1931 vollendete, wurde es erst am 23. Januar 1933 in Frankfurt am Main unter dem Dirigat von Hans Rosbaud mit Bartók als Solist uraufgeführt – ein bemerkenswertes Ereignis, da dies Bartóks letzter Auftritt in Deutschland war, das bald vollständig von den Nationalsozialisten beherrscht wurde.
Musikalisch steht das Werk in der Tradition des Neoklassizismus. Der Einfluss Strawinskis macht sich vor allem bei der Instrumentation des ersten Satzes bemerkbar und erinnert an Petruschka. Bartóks zweites Klavierkonzert ist rhythmisch so raffiniert akzentuiert, dass es sich auch Hörern anderer Musikrichtungen erschließt.

## Entstehung
Bartók hatte schon bei seinem ersten Klavierkonzert erkennen müssen, dass es „ein wenig schwierig – man könnte sogar sagen, sehr schwierig! – sowohl für das Orchester als auch für das Publikum“ war. Diesem Problem versuchte er im zweiten Klavierkonzert zu begegnen; wie er im Programmheft der Uraufführung schreibt, ist das zweite Klavierkonzert „mit geringeren Schwierigkeiten für das Orchester und einer größeren Gefälligkeit in seinem thematischen Material“ konzipiert. Da Bartók einen Großteil seiner Klaviermusik für den Eigengebrauch als Solist in Europa und den Vereinigten Staaten schrieb, scheint es natürlich, dass er mit seinem Werk ein breiteres Publikum erreichen wollte.
Trotz aller rhythmischen Finesse macht die verwendete Kontrapunktik dennoch auch das zweite Klavierkonzert zu einem anspruchsvollen Werk.

## Form
Bartóks 2. Klavierkonzert folgt der klassischen dreisätzigen Form. Die Form des zweiten Konzerts ist symmetrisch, die Tempobezeichnungen sind schnell – langsam – schnell – langsam – schnell. Der erste Satz (Allegro), folgt der Sonatenhauptsatzform und beginnt mit einem Klaviersolo. Eine Trompete schmettert ein Zitat aus Strawinskis Ballett Der Feuervogel  dazwischen, das zu einem der beiden Hauptthemen wird. Dies verleiht dem Satz einen leicht humoristischen Charakter. Bartók verzichtet im ersten Satz ganz auf die Streicher, so dass die Bläser und Schlagzeuger in einen Dialog mit dem Piano eintreten.

### I.Allegro
Das Klavier wird nur von Blas- und Schlaginstrumenten begleitet. Damit werden die Energie und die Derbheit des Klangs gesteigert, wobei die Blechbläser, die polyphon konzentriert sind, dabei eine wichtige Rolle spielen.
Die Entwicklung des ersten Satzes hält sich nicht an das Schema der klassischen Sonatenform, sondern bildet vielmehr eine nicht unterbrochene motivische Evolution des Hauptthemas. In gewissem Sinn erinnert das an die Konzerte für Tasteninstrument und Orchester von Johann Sebastian Bach.
Das zu Beginn von der Trompete eingeführte Thema ist relativ einfach und bündig, ihm liegt eine unvollständige Diatonik mit pentatonischen Schritten zugrunde. Die rhythmische und klangliche Gestalt dieses Themas nimmt den ganzen Charakter des ersten Satzes und seine klare, heitere Färbung vorweg. Darauf antwortet das Klavier mit einer Phrase im Rhythmus der Verbunkos, ungarischer Tänze, sie ist ebenfalls meist diatonisch. Der pianistische Stil des Satzes wird auch durch die dicht gesättigte, aber im Verlauf logische Harmonik mit liegenden Tönen und Sekundenschritten bestimmt.

### II.Adagio-Presto-Adagio
Der allgemeine Charakter des zweiten Satzes ähnelt dem zweiten des 4. Streichquartetts Bartóks. Auch in diesem spielen sowohl der Klang als auch die Bewegung eine wichtige Rolle. Melodische Motive kommen kaum vor. Immer wieder halten sich die chromatischen Läufe beider Hände bei der Wiederholung desselben Klangs auf, was ihre Klangfarbe ändert. Zu Beginn verlaufen sie in parallelen Oktaven, später in zwei Schichten von parallel fortschreitender großer  Sekunden und dann in parallelen Sexten, großen wie auch kleinen. Der Charakter des Satzes wird durch chromatische Folgen von Staccatos der Bläser und Paukenwirbel vervollständigt.
Es werden erstmals die Streicher eingeführt, die ein Zwiegespräch mit Klavier und Schlaginstrumenten zu führen beginnen. Die Abschnitte der Streicher gründen sich auf zwei Schichten von parallelen Quintakkorden, zusammen ergeben sie Vielklänge, die ebenfalls aus der Quintenreihe stammen. Diese Akkorde sind die Grundlage für die diatonische Melodie, die Ganzton- und auch chromatische Schritte enthält. Diesen Abschnitten der Streicher steht die ernste Melodie des Klaviers mit Paukenbegleitung gegenüber. Zu Beginn reichen allein die letzten Töne der Phrasen über die Diatonik hinaus, die dabei plötzlich tonale Wendungen bilden, später wird die ganze Phrase von der Chromatik umfasst und die Skala wird mit Halbtönen aufgefüllt. Der zweite Einsatz des Klaviers bringt dann eine aufsteigende Phase, die in ähnlich Glocken klingenden Wiederholungen von Oktaven die Zuspitzung erreicht.
Im Adagio wird das Klavier hauptsächlich von ruhig fließenden Streicherklängen begleitet. Im Mittelteil dieses Satzes verwendet Bartók im Klavierpart auch Cluster („Tontrauben“, wie sie Henry Cowell (1897–1965) einführte), was dem Presto einen geheimnisvoll-gespenstigen Charakter verleiht. Bartók selbst bezeichnete diesen Abschnitt „als ein in ein Adagio eingebautes Scherzo“.

### III.Allegro molto
Der letzte Satz des Konzerts – er ist energetisch und sehr bravourös – ist laut Bartók ein „Rondo, wobei nur die Durchführung dem Rondomuster folgt“. Passagenweise nimmt der Satz das 1943 entstandene Konzert für Orchester vorweg. Das Thema, das auf dem Klavier beidhändig im Oktavabstand gespielt wird, ist rhythmisch scharf gezeichnet und bewegt sich in einem Ausschnitt bestehend aus drei Tönen der diatonischen Skala. Danach wendet es sich plötzlich zu gegenpolig entfernten Klängen. Nach zweimaligem Wiederholen in umgewandelter Gestalt dieses Themas ertönt wieder eine Melodie aus dem ersten Satz, die diesmal in Oktaven und im Triolenrhythmus gespielt wird. Das wiederkehrende Thema des Finales bildet eine entwickelte diatonische Melodie, ihr liegt die Tonleiter '’b-c-des-es-fes-g-a’’ zugrunde. Der Schluss des Finales verläuft ähnlich dem des ersten Satzes.

## Diskographie, einige Aufnahmen
- Géza Anda, Radio-Symphonie-Orchester Berlin (jetzt Deutsches Symphonie-Orchester Berlin) unter Ferenc Fricsay, DGG 447 399-2, aufgenommen 1959
- Leif Ove Andsnes (Klavier), Berliner Philharmoniker unter Pierre Boulez – Deutsche Grammophon, 2001/2004
- Vladimir Ashkenazy, Philharmonia Orchestra London unter Georg Solti – Decca, 1976/83
- Peter Donohoe, City of Birmingham Symphony Orchestra unter Simon Rattle, EMI, 1993
- Jenő Jandó, Budapest Symphony Orchestra unter András Ligeti, Naxos, 1994
- Stephen Kovacevich, BBC Symphony Orchestra unter Colin Davis – Philips 1968/1975
- Maurizio Pollini, Chicago Symphony Orchestra unter Claudio Abbado – Deutsche Grammophon, 1978
- Swjatoslaw Richter, Orchestre de Paris unter Lorin Maazel, EMI 3 50849, aufgenommen 1969
- András Schiff, Budapest Festival Orchestra unter Iván Fischer, Teldec Classics 0630-13158-2, 1996